# Gwido Poten
Gwido Erwin Poten (ur. 26 sierpnia 1879, zm. 1940 w ZSRR) – pułkownik kawalerii Wojska Polskiego, ofiara zbrodni katyńskiej.

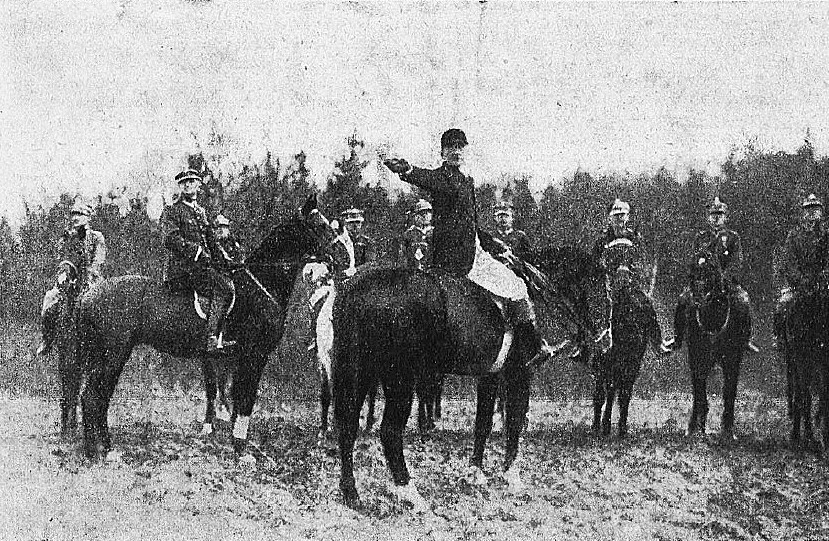
Gwido Poten – dowódca 16BK jako master (1925)

## Życiorys
Był pochodzenia austriackiego. Urodził się austriackiej, szlacheckiej rodzinie galicyjskiej, jako syn Ernesta. Służył w c. i k. armii, w której został awansowany na stopień rotmistrza ze starszeństwem z 1 maja 1913 w 4 pułku ułanów cesarza w Żółkwi (wraz z nim służył wówczas por. Aleksander Pragłowski). Brał udział w I wojnie światowej. 
Po odzyskaniu przez Polskę niepodległości wstąpił do Wojska Polskiego w 1918. Przydzielony do 18 pułku ułanów. Został awansowany do stopnia majora, następnie do stopnia podpułkownika. Jednocześnie do maja 1920 był komendantem Szkoły Oficerów Jazdy w Przemyślu. Był także instruktorem w Centrum Wyszkolenia Kawalerii Grudziądzu. Od września 1921 do 5 czerwca 1924 pełnił stanowisko dowódcy 15 pułku Ułanów Poznańskich. 3 maja 1922 został zweryfikowany w stopniu pułkownika ze starszeństwem z dniem 1 czerwca 1919 roku i 23. lokatą w korpusie oficerów jazdy (od 1924 roku – kawalerii). 1 czerwca 1924 roku został mianowany dowódcą XVI Brygady Kawalerii we Lwowie. 28 stycznia 1928 roku został mianowany członkiem Oficerskiego Trybunału Orzekającego. Z dniem 31 grudnia 1928 roku został przeniesiony w stan spoczynku. W 1934, jako pułkownik kawalerii w stanie spoczynku, był przydzielony do Oficerskiej Kadry Okręgowej nr VI jako oficer przewidziany do użycia w czasie wojny i pozostawał wówczas w ewidencji Powiatowej Komendy Uzupełnień Lwów Miasto.
We Lwowie był jednym z prezesów honorowych Towarzystwa b. Żołnierzy 1 Pułku Ułanów Wielkopolskich (15 pułku ułanów poznańskich), założonego w maju 1933. Był członkiem zwyczajnym Kasyna i Koła Literacko-Artystycznego we Lwowie.
Po wybuchu II wojny światowej i agresji ZSRR na Polskę z 17 września 1939 został aresztowany przez funkcjonariuszy NKWD. Miał być przetrzymywany i torturowany w więzieniach lwowskich. Prawdopodobnie na Zamarstynowie na wiosnę 1940 został zamordowany przez NKWD. Jego nazwisko znalazło się na tzw. Ukraińskiej Liście Katyńskiej opublikowanej w 1994 (został wymieniony na liście wywózkowej 71/1-18 oznaczony numerem 2379; jego tożsamość została podana jako Gwidon Poten). Ofiary tej zbrodni zostały pochowane na otwartym w 2012 Polskim Cmentarzu Wojennym w Kijowie-Bykowni.
Czterej pułkownicy kawalerii w stanie spoczynku z Oficerskiej Kadry Okręgowej nr VI w 1934 wymienieni jako oficerowie przewidziani do użycia w czasie wojny, tj. Stefan Cieński, Rudolf Lang, Wawrzyniec Łobaczewski, Gwido Poten, zostali zamordowani w 1940 i widnieją na tzw. Ukraińskiej Liście Katyńskiej.

## Ordery i odznaczenia
- Order Korony Żelaznej 3 klasy z dekoracją wojenną i mieczami[13]
- Krzyż Zasługi Wojskowej 3 klasy z dekoracją wojenną i mieczami[13]
- Signum Laudis Srebrny Medal Zasługi Wojskowej z mieczami na wstążce Krzyża Zasługi Wojskowej[13]
- Signum Laudis Brązowy Medal Zasługi Wojskowej z mieczami na wstążce Krzyża Zasługi Wojskowej[13]
- Krzyż Wojskowy Karola[13]
- Krzyż Jubileuszowy Wojskowy[13]
- Krzyż Żelazny II klasy (Królestwo Prus)
- Kawaler Legii Honorowej – 28 września 1925[14]